# 1995년 LG 트윈스 시즌
1995년 LG 트윈스 시즌은 LG 트윈스가 KBO 리그에 참가한 6번째 시즌으로, MBC 청룡 시절까지 합하면 14번째 시즌이다. 이광환 감독이 팀을 이끈 4번째 시즌이며, 노찬엽이 주장을 맡았다. 팀은 OB 베어스에 반 경기 차로 밀리며 8팀 중 정규시즌 2위로 3년 연속으로 포스트시즌에 진출했다. 
그러나  공수주의 핵심 연결고리인 류지현 송구홍 박종호가 방위병으로 근무한 탓에 잠실 이외의 경기에 나서지 못한 데다 좌완 에이스 이상훈이  시즌 막판 선발 20승에 대한 부담감 뿐 아니라 체력이 떨어져(막판 20승 채우기 위해 하루씩 간격을 좁혀 등판함) 종반 6게임차의 리드를 지키지 못한 채 선두 자리를 OB에 내줘(이상훈은 9월 28일 잠실 쌍방울전에서 선발로만 20승을 올려 87년 김시진(21선발승) 이후 8년 만에 선발 20승 도달한 한편 역대 단일시즌 좌완 최다 선발승(20) 타이) 플레이오프에서 롯데 자이언츠에게 2승 4패로 져 탈락하며 최종 순위는 3위가 되었다.
한편, 김태원이 시즌 초반 개막 4연승에 8월 초까지 9승에 3점대 평균자책점을 기록했음에도 8월을 기준으로 난타당하기 시작했고 급기야 시즌 막판 팔꿈치 부상 때문에 2군으로 내려갔으며 이로 인해 이상훈 김기범이 3일 휴식 후 선발등판했고 차명석 민원기가 방위복무 탓인지 홈경기 밖에 출전할 수 없어 중간계투진은 차동철을 제외하면 전년도보다 좋지 않은 기록을 냈고 이로 인해 주전 마무리 김용수의 조기 등판을 자주 불러와 한국시리즈 직행을 눈앞에서 놓치기도 했다.

## 타이틀
- 한일 슈퍼게임 국가대표: 이상훈, 김용수, 김동수, 류지현
- KBO 골든글러브: 이상훈 (투수), 김동수 (포수)
- KBO 골든포토상: 이상훈
- 올스타 선발: 이상훈 (투수), 김동수 (포수), 김재현 (외야수), 노찬엽 (외야수), 한대화 (지명타자)
- 올스타전 추천선수: 류지현, 조현
- 컴투스프로야구2022 타이틀홀더 라인업: 이상훈 (선발투수)
- 컴투스프로야구 90년대 올스타: 이상훈 (선발투수)
- WAR: 이상훈 (7.79)
- 출장(타자): 서용빈 (126)
- 선발등판: 이상훈 (29)
- 다승: 이상훈 (20)
- 이닝: 이상훈 (228.1)
- 상대한 타자 수: 이상훈 (867)
- 승률: 이상훈 (0.800)

### 퓨처스리그
- 북부리그 3루타: 윤찬 (3)
- 북부리그 타점: 이동우 (31)
- 완투: 김기덕 (3)
- 다승: 김기덕 (8)

## 선수단
- 선발투수 : 이상훈, 김기범, 오희주, 정삼흠, 김태원
- 구원투수 : 박철홍, 신동수, 차동철, 이병석, 신윤호, 김기덕, 박창현, 강봉수, 민원기
- 마무리투수 : 김용수, 차명석, 최승민
- 포수 : 김동수, 서효인, 전종화, 김정민
- 1루수 : 서용빈, 최훈재, 허문회
- 2루수 : 박종호, 이종열, 신국환, 김태민
- 유격수 : 류지현, 이우수
- 3루수 : 한대화, 송구홍, 나웅
- 좌익수 : 노찬엽
- 중견수 : 조현
- 우익수 : 김재현, 심재학, 김영직, 박준태
- 지명타자 : 김선진, 김상우, 윤찬, 김경하, 이동우

## 특이 사항
- 운영 법인명이 럭키금성스포츠에서 LG스포츠로 변경되었다.
- 이동우는 6월 7일 한화 이글스 2군과의 경기에서 KBO 퓨처스리그 역대 첫 사이클링 히트를 기록했다.
- 정삼흠은 KBO 리그 사상 최초로 통산 100개의 사구를 던진 투수가 되었다.
- 김태원은 홈경기에서 9개의 희생플라이를 허용하여 KBO 리그 역대 단일 시즌 홈경기 최다 기록을 세웠다.
- 이상훈은 구단 사상 단일 시즌 최고 WAR(7.79)을 기록했다.
- 플레이오프 6경기 중 4경기가 한 점 차 승부였다. LG 트윈스는 이 4경기에서 1승을 거두는 데 그쳤다.
- 1996 신인드래프트에서 구단 사상 최초의 고졸우선지명으로 경헌호, 이경원, 최승환을 지명하여 영입했다.